# Spijkermat

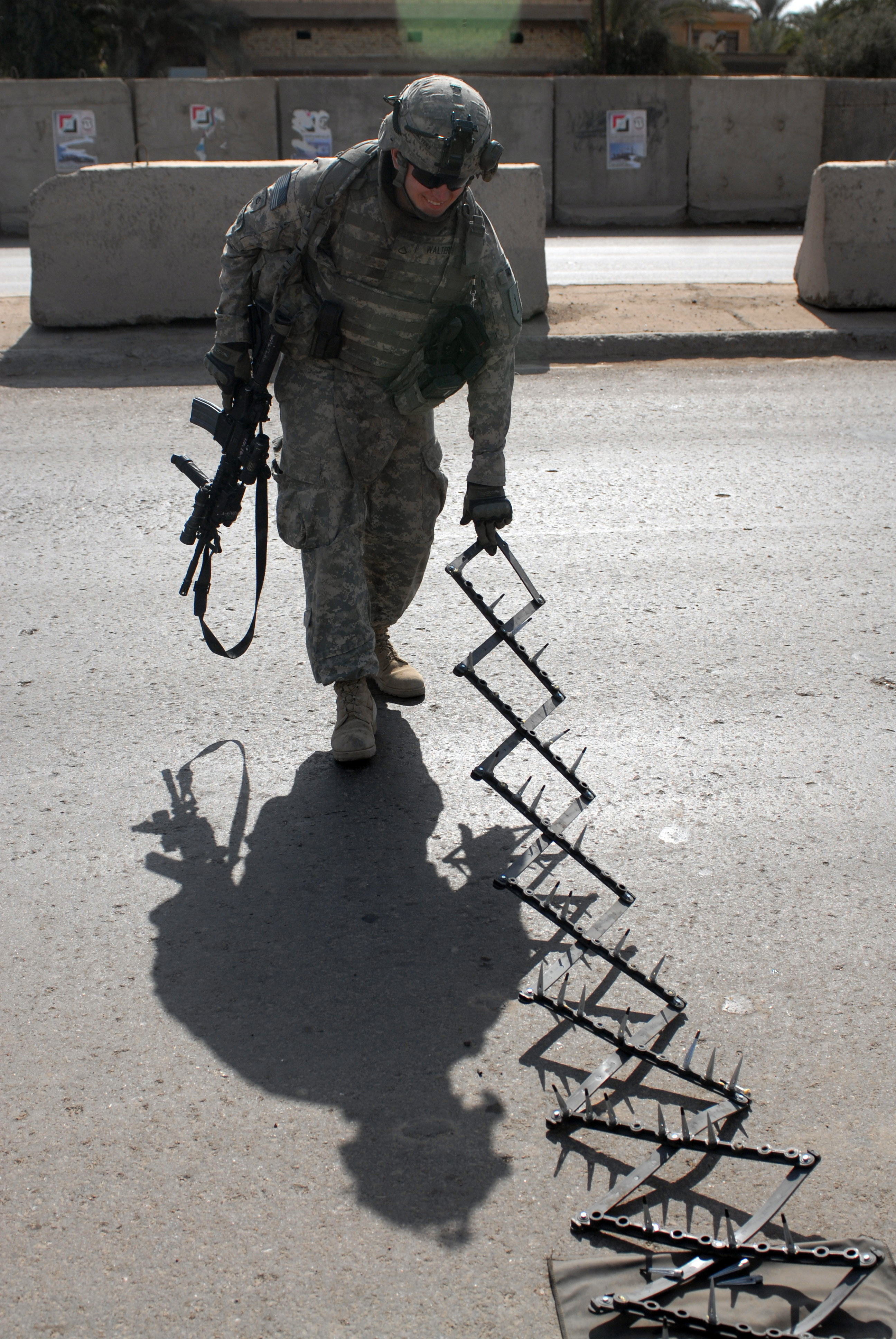
Een soldaat van de VS legt een spijkermat neer bij een controlepost in Irak.

Een spijkermat is een middel om voortvluchtige criminelen met een motorvoertuig te stoppen, of om te voorkomen, dat voertuigen een bepaald gebied in kunnen rijden. Het bestaat uit een strook met al dan niet doorboorde pennen die over de weg kan worden getrokken zodra het gezochte voertuig nadert. De pennen of spijkers doorboren de autobanden, waarna deze langzaam leeglopen en de auto vaart moet minderen. Bij enkele modellen blijven de spijkers in de banden achter. Bij deze modellen zijn de spijkers doorboord om de band gecontroleerd te doen leeglopen, om ongevallen ten gevolge van het plotseling leeglopen van de banden te voorkomen.
Spijkermatten hebben hetzelfde effect op voertuigen als kraaienpoten, maar het plaatsen en verwijderen van spijkermatversperringen is veel sneller en eenvoudiger, waardoor deze ook geschikt zijn voor tijdelijke wegversperringen. Er bestaan modellen die voor dit doel zijn ontwikkeld, die met behulp van een touw of ketting over de weg kunnen worden getrokken en weggetrokken zodra een voertuig moet passeren waaraan doorgang moet worden verleend.